# 近健太
近 健太（こん けんた、1968年8月2日 - ）は、日本の実業家。2023年4月にウーブン・バイ・トヨタ代表取締役兼Chief Financial Officerに就任した後、同年10月1日付で取締役兼Chief Financial Officerとなり、これと兼任する形で2025年1月1日付でトヨタ自動車執行役員に復帰し、同年5月からChief Financial Officer兼務。トヨタ不動産取締役、トヨタファイナンシャルサービス監査役。元トヨタ自動車取締役・執行役員副社長兼CFO。元日野自動車取締役。

## 人物・経歴
1991年東北大学経済学部卒業、トヨタ自動車入社。トヨタ自動車秘書部主査を経て、2017年トヨタ自動車経理部部長。2018年トヨタ自動車常務役員総務・人事本部副本部長、経理本部副本部長。2019年トヨタ自動車先進技術開発カンパニーExecutive Vice President。同年トヨタ自動車執行役員経理本部本部長。
2020年トヨタ自動車先進技術開発カンパニーFellow。同年小林耕士の後任としてトヨタ自動車Chief Financial Officerに就任。同年豊田法人会会長。2021年には寺師茂樹の後任としてトヨタ自動車取締役に昇格し、小木曽聡の新体制において日野自動車取締役も兼務。
2022年トヨタ自動車取締役・執行役員副社長兼Chief Financial Officer。トヨタファイナンシャルサービス監査役、トヨタ不動産取締役、トヨタテクニカルディベロップメント取締役、国際経済研究所理事、日本IR協議会理事等も兼務した。
2023年4月、トヨタ自動車執行役員副社長兼CFOを退任し、ウーブン・バイ・トヨタ代表取締役兼CFOに就任。同年6月の株主総会でトヨタ自動車取締役からも退任。同年10月1日付でウーブン・バイ・トヨタの代表取締役は、ジェームス・カフナーCEOと近CFOの2人体制から、隈部肇（くまべはじめ）CEO1人の体制となり、近は同社取締役兼CFOとなった。
2025年1月、ウーブン・バイ・トヨタ取締役兼CFOと兼任する形でトヨタ自動車執行役員に復帰した。同年5月にウーブン・バイ・トヨタ取締役兼CFOと兼任のまま、トヨタ自動車執行役員Mobility 3.0 Office担当兼Chief Financial Officerとなった。同年6月トヨタファイナンシャルサービス監査役。